# Chocolate City speech

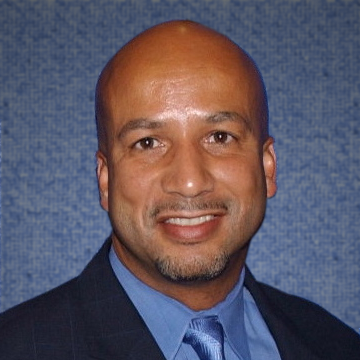
Ray Nagin, maire de La Nouvelle-Orléans (2006).

Le Chocolate City speech (« discours de la ville chocolat ») est le surnom que la presse a donné au discours de Ray Nagin, maire de La Nouvelle-Orléans (Louisiane) le 16 janvier 2006 pour le Martin Luther King Day. Le discours a pour sujet principal la question de la race au sein de La Nouvelle-Orléans quelques mois après l'ouragan Katrina qui a ravagé la ville. La référence « Chocolate City » est utilisée par Nagin pour désigner sa ville composée en majorité d'Afro-Américains, et a occasionné une certaine controverse.

## Origine de la phrase
Dans la culture afro-américaine, le terme « Chocolate City » fait référence à une image positive d'une ville dont la population est majoritairement noire et/ou dirigée par un(e) personne afro-américaine. L'expression tire son origine des disc jockeys de WOL (en), une station de radio de Washington, qui l'utilisent pour désigner la ville au début des années 1970. Elle est popularisée par le groupe Parliament qui édite l'album Chocolate City en 1975.

## Discours
Au jour du Martin Luther King Day, le 16 janvier 2006, Ray Nagin donne un discours de célébration à la mairie de La Nouvelle-Orléans.

## Réactions
Le discours a suscité un grand nombre de réactions, principalement négatives. La métaphore de « Chocolate City » a été reprise et parodiée par de nombreux commentateurs, alors que des caricatures de Nagin le représentaient en Willy Wonka, le personnage de Charlie et la Chocolaterie.
En avril 2006, l'humoriste Stephen Colbert mentionne la phrase au gala des correspondants de la Maison-Blanche, souhaitant la bienvenue à Nagin à Washington, « la ville en chocolat avec un cœur en guimauve… et une croûte en biscuit à la corruption »,.